# Ріо-Саладо (Буенос-Айрес)
Ріо-Сала́до (ісп. Río Salado) — річка в Аргентині, яка тече переважно територією провінції Буенос-Айрес і впадає у річку Ла-Плата.
Витік Ріо-Саладо — Лагуна-Ель-Чаньяр (34°07′ пд. ш. 61°36′ зх. д. / 34.117° пд. ш. 61.600° зх. д.) — знаходиться у провінції Санта-Фе біля міста Вілья-Каньяс і має висоту 40 м над рівнем моря. Для річки характерні великі повені і посухи, завдяки чому вона утворює значну кількість меандрів і лагун. Дельта Ріо-Саладо знаходиться у природному заказнику Баіа-де-Самборомбон. Найбільшими притоками Ріо-Саладо є Ріо-Кінто, Ріо-Саладільйо, Лас-Флорес.